# معركة أستراليا
معركة أستراليا هو مصطلح تاريخي مثير للجدل يستخدم للادعاء بوجود رابط منسق بين سلسلة من المعارك بالقرب من أستراليا خلال حرب المحيط الهادئ في الحرب العالمية الثانية والتي يُزعم أنها كانت استعدادًا لغزوٍ ياباني للقارة.

ملصق دعائي أسترالي صدر عام 1942. تعرض الملصق لانتقادات شديدة عندما صدر بسبب إثارة الذعر، وتم حظره من قبل حكومة كوينزلاند.

## التعريف
قارن رئيس وزراء أستراليا جون كيرتن، بعد سقوط سنغافورة عام 1942، خسارتها بـمعركة دنكيرك. وقعت معركة بريطانيا بعد دنكيرك، وصرّح كيرتن قائلاً: "إن سقوط سنغافورة يفتح معركة أستراليا"، في إشارة إلى التهديد الذي طال الكومنولث والولايات المتحدة والعالم الناطق باللغة الإنجليزية بأكمله. ورغم أن اليابان لم تخطط لغزو أستراليا ولم تكن قادرة على تنفيذ ذلك بنجاح في فبراير 1942، توقعت الحكومة والشعب الأسترالي غزوًا وشيكًا، مما أثار موجة من الخوف تصاعدت حتى يونيو 1942. وقال كيرتن في 16 فبراير:
تحولت حماية هذا البلد من مجرد مساهمة في عالم يعيش حالة حرب إلى مقاومة لعدو يهدد بغزو سواحلنا... وأصبحت الآن عملاً أو قتالاً لم نعهده من قبل... وما نقوم به حاليًا يعتمد على ما نعتزم فعله بعد تجاوز هذا الاختبار الدموي.

## التأريخ والاحتفال
نظّمت رابطة العائدين والخدمات الأسترالية (RSL) والمجلس الوطني لإحياء ذكرى معركة أستراليا حملة لأكثر من عقد من الزمان لإحياء ذكرى رسمية لسلسلة من المعارك التي خاضت في عام 1942، بما في ذلك معركة بحر المرجان ومعركة خليج ميلن وحملة كوكودا تراك، باعتبارها شكلت "معركة من أجل أستراليا". لاقت هذه الحملة نجاحًا، وفي عام 2008 أعلنت الحكومة الأسترالية أن الاحتفالات بمعركة أستراليا ستقام سنويًا في أول أربعاء من شهر سبتمبر، مع تسمية اليوم "يوم معركة أستراليا". يعترف هذا اليوم "بخدمة وتضحيات كل من خدموا في الدفاع عن أستراليا في عامي 1942 و1943". اليوم ليس عطلة رسمية.
يزعم بيتر ستانلي، المؤرخ الرئيسي السابق في النصب التذكاري للحرب الأسترالية، أن مفهوم "معركة أستراليا" خاطئ لأن هذه الإجراءات لم تشكل حملة واحدة تستهدف أستراليا. كما ذكر ستانلي أنه لا يوجد مؤرخ يعرفه يعتقد أن هناك "معركة من أجل أستراليا". في خطاب ألقاه عام 2006، زعم ستانلي أن مفهوم معركة أستراليا غير صالح لأن الأحداث التي شكّلت المعركة كانت مرتبطة بشكل فضفاض فقط. زعم ستانلي أن "حركة معركة أستراليا نشأت مباشرة من الرغبة في إيجاد معنى للخسائر الفادحة التي تكبدتها أستراليا في عام 1942" وأن "معركة أستراليا لم تكن موجودة على الإطلاق"، حيث لم يشن اليابانيون حملة منسقة موجهة ضد أستراليا. وعلاوة على ذلك، ذكر ستانلي أنه في حين تم استخدام عبارة "معركة أستراليا" في الدعاية الحربية، إلا أنها لم تُطبق على أحداث عام 1942 حتى تسعينيات القرن العشرين وأن الدول الأخرى غير أستراليا لا تعترف بـ "المعركة" باعتبارها جزءًا من الحرب العالمية الثانية.